# 中津川昌弘
中津川 昌弘（なかつがわ まさひろ、1972年2月9日 - ）は日本の著作家、お守り研究家、経営者。 
静岡県浜松市出身。A型。二児の父。
作家としてはお守りについて扱っている。 「文化は経済の触媒」をテーマとした文化交流を促進し、視野を広げる活動を行うNPO法人を設立。

## 概要
中高生時代、カナダのフランス語圏出身の校長の影響でフランス語に興味を持ち、アメリカ留学中にフランス語を学ぶ。フランス語の授業中に行ったフレンチポップスのプレゼンテーションが好評を博した結果、帰国後、在カナダ・フランス大使館の協力や在日フランス大使館文化部と協働でインターネット上でのフランス文化の発信を行うようになる。
日仏メディア交流会議、日仏地域会議の日本側委員に着任。
フランス情報サイトICHIBANDORi、メーリングリストMelFR@NCE、フランス専門検索エンジンL'HEXAGONE、フランスWebリングなどを主催。
まぐまぐで200番目のメールマガジン、AntenneFranceを発行する。
記事執筆ボランティを募り団体化、後にNPO法人アンテンヌフランスを設立する。
パリのガイドブック「パリブランシェ」を双葉社より出版。
パリブランシェの編集者の仲間より神社の書籍を出版する企画を複数の出版社から打診されていたが、現代神社と実務研究会の会報誌に寄稿した授与品の記事や数百体のお守りを収集していたことから、徳間書店からお守りの書籍を出版することになった。
日本全国47都道府県のお守りを収集することや神社やお寺への知識の豊富さからテレビ、ラジオに出演するほか、雑誌やWebメディアにも数多く登場する。とくにTBS「マツコの知らない世界」出演をきっかけに「お守り研究家」として知られるようになる。
子供の小学校のPTA会長を務め、小学校でコーダー道場を近隣のPTA会長と共に始めたり、コロナ休校期間中にはオンライン教育イベント「学びを止めるな！By 有志PTA連合」を他校のPTA会長と共に開催する。
学校DXの書籍ではPTAのIT化の部分を担当した。

## 略歴
- 2000年（平成12年）フランス国営放送rfiより日本国内でのインターネット配信権を契約[12]
- 2001年（平成13年）インターネット関連のコンサルティング、開発、運営を行エヌペーミネルヴァ株式会社を設立
- 2002年（平成14年）特定非営利活動法人アンテンヌフランスを設立[13]

## 書籍
- パリ・ブランシェ（双葉社、アンテンヌフランス）[14]

- 願いがかなう小さな神様 にほんのお守り（徳間書店）[15]

- ビジネスで成功したければ神社へ行け！（KADOKAWA）[16]

- お金と幸運がどんどん舞い込む! 神様に願いを叶えてもらう方法（宝島社、共著）

- お守りライフ-神仏と共に生きるライフスタイル: お守りと共にあらんことを！（ムスヒ出版）[17]

- 日本全国 開運神社 このお守りがすごい！（ダイヤモンド社）[18][19]

- 神社基本用語集（ムスヒ出版）[20]

- 学校DXハンドブック（翔泳社、共著）[21]

- 電子書籍・ペーパーバック「今日の金言３６６: 一日一歩、心の旅への案内」[22][23]

- 電子書籍・ペーパーバック「Colors of Shrines: Delightful Coloring of Japan's Shrines: A Journey Drawing Mystical Japanese Shrines and Landscapes」（日英バイリンガル）[24][25]

## 出演番組

### テレビ
- マツコの知らない世界（2015年8月18日、TBS）[26][27]
- ピエール瀧のしょんないTV（2016年10月7日、静岡朝日テレビ）
- よじごじDays（2018年3月8日、テレビ東京）
- 知りすぎガイドと行く!ハテナ?旅（2018年4月17日、BSジャパン）[28]
- とびっきり!サンデー（2013年6月13日、静岡朝日テレビ）[29]

### ラジオ
- News Delivery -Evening Edition-（JFN/FM三重/FM山口）[30]
- G☆FORCE「人間力向上委員会」（FM群馬）[31]
- アサデス。ラジオ【沼る最高会議】（九州朝日放送）

### Webメディア
- 御守新聞
- サイゾーウーマン
- SPA![32]
- 360.life[33]
- Friday Digital（2019年2月）[34]

## 雑誌・ムック本

### 雑誌
- AXIS (雑誌) フレンチポップス紹介記事
- LesVoix AntenneFrance設立とメディアについて
- 婦人画報（2011年2月号）
- 日経おとなのOFF（日経BP、2011年3月号）
- 日経おとなのOFF（日経BP、2011年7月号）
- 日経トレンディ（日経BP）
- PHPくらしラク~る♪ （PHP、2019年2月号）
- 一個人（2020年1月号）
- じゃらん九州（2020年1月号）
- Hanako 2023年2月号(2022年12月26日発売）
- Hanako特別編集　日本・開運の旅。 (2023年7月31日発売)

### ムック本
- 成功する人が通う神社ベストランキング (晋遊舎ムック、2017)
- 願いが叶う日本の神社ベストランキング (晋遊舎ムック、2017)
- MONOQLO the MONEY(モノクロ ザ マネー) vol.2 (100%ムックシリーズ)
- 成功する人が通う神社ベストランキング (晋遊舎ムック、2018)
- 成功する人が通う神社ベストランキング（2021）
- なぜかいいことを引き寄せる人の「幸運の法則」
- 日本人のしきたり入門 (一個人(いっこじん)2022年2月号増刊)
- 成功する人が通う神社ベストランキング2023(晋遊舎ムック、2023)

### 会報誌・業界紙
- ZENBI（全美連全日本美容業生活衛生同業組合連合会会報誌）
- イオンカード会員誌mom（2020年1月号）

### カレンダー
- すごいお守りカレンダー（東急ハンズ）

## アプリケーション

### スマホアプリ
- AntenneFrance フランスニュースアプリ Apple App Store Google Play
- LaFranceTV フランス動画アプリ Apple App Store Google Play
- フランストラベルメディテーション(日英バイリンガル) Apple App Store
- フランストラベルオラクルカード(日英バイリンガル) Apple App Store
- お守りアプリ Apple App Store | Google Play
- 神社ナビゲーター神社ナビゲーター Apple App Store
- 神社メディテーション(日英バイリンガル)Apple App Store
- ハッピー・マインドセット・コーチ Apple App Store | Google Play
- 願望達成おみくじApple App Store
- パロット・イングリッシュApple App Store
- スタディマスターApple App Store
- スタディフレンズApple App Store | Google Play
- スタディウォーズApple App Store

## 展示会
- ピエール瀧のしょんないTV展 in パルコ[35][36]
- すごいお守りパネル展（八重洲ブックセンター本店）
- このお守りがすごい展（ジュンク堂池袋店）
- おすすめのお守り展（晴海トリトンスクエア）

## お守りプロデュース
- 井伊谷宮（井伊直虎ゆかりの神社）
- 神棚プロデュース